# Gornji Adrovac
Gornji Adrovac (en serbe cyrillique : Горњи Адровац) est un village de Serbie situé dans la municipalité d'Aleksinac, district de Nišava. Au recensement de 2011, il comptait 106 habitants.
Gornji Adrovac est célèbre pour son « église russe », évoquée par Tolstoï dans Anna Karénine. Elle a été construite en 1903 à l'emplacement où Nikolaï Rayevski (le Vronski de Anna Karennine) a trouvé la mort le 20 août 1876 lors d'une bataille contre les Ottomans.

## Démographie

### Évolution historique de la population
| 1948 | 1953 | 1961 | 1971 | 1981 | 1991 | 2002 | 2011 |
| ---- | ---- | ---- | ---- | ---- | ---- | ---- | ---- |
| 375  | 360  | 350  | 354  | 303  | 232  | 134  | 106  |

|  |